# Município N'zeto
Município N'zeto är en kommun i Angola.   Den ligger i provinsen Zaire, i den nordvästra delen av landet, 170 km norr om huvudstaden Luanda.
I omgivningarna runt Município N'zeto växer huvudsakligen savannskog. Runt Município N'zeto är det mycket glesbefolkat, med 7 invånare per kvadratkilometer.